# Girodină

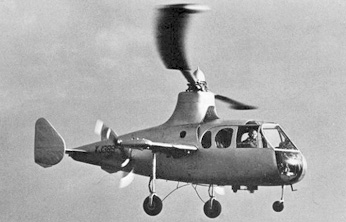
Fairey Jet Gyrodyne

Girodina este un aparat de zbor combinat din categoria aerodine, la care forța portantă este creată de un sistem de aripi rotative, denumit rotor (similar cu cel de la elicopter), antrenat de un motor, care, pe lângă sustentație, asigură și ridicarea sau coborârea aparatului de zbor.
Tracțiunea spre înainte este asigurată de elicea de propulsie, acționată de alt motor, ca la avion.
Există și modele la care elicea de propulsie este înlocuită cu un motor cu reacție.
Aspectul unei girodine este asemănător cu cel al unui autogir, cu deosebirea că la autogir rotorul nu este acționat de motor și se rotește liber.